# Maiolino Bisaccioni
Maiolino Bisaccioni (Ferrara, 1582 – Venezia, 8 giugno 1663) è stato un storiografo, letterato e librettista italiano e mercenario.

## Biografia
Nacque a Ferrara da una famiglia nobile oriunda di Jesi, studiò legge a Bologna, ma ancora giovanissimo preferì dedicarsi alla vita militare, mettendosi spesso nei guai. 
Combatté in Ungheria nelle file di mercenari imperiali (1601); tornò in Italia, ma a Bologna sfidò in duello il suo stesso comandante, Alessandro Gonzaga e fu bandito dagli Stati della Chiesa (1603). Lasciò allora le armi e si trasferì nel Ducato di Modena dove esercitò l'avvocatura e ricoprì infine qualche ufficio civile e politico in varie località italiane, quali per esempio a Modena, Scandiano, Baiso, Correggio, Trento, Avellino, Sicilia, a Torino. 
Si trasferì infine a Venezia dove si dedicò alle lettere che gli procacciarono fama e onori. Scrisse sei volumi di novelle, melodrammi, un romanzo tratto dalla storia russa (Il Demetrio moscovita), traduzioni. Scrisse inoltre numerosi saggi di storiografia e di politica che hanno un certo interesse anche oggi. Dettò anche una Continuazione dell'Istoria de' suoi tempi di Alessandro Zilioli, che giunge fino al 1650. Per la sua attività letteraria ricevette titoli cavallereschi e nobiliari, fece parte di prestigiose accademie, ma morì tuttavia in completa miseria.

## Opere

### Storiografia
- Commentario delle guerre successe in Alemagna dal tempo, che il rè Gustauo Adolfo di Suetia, si leuò da Norimberga; doue s'intende la sua morte, e quello è seguito doppo, sino alla Dieta di Hailbrun, fatta di marzo 1633. Aggiontoui alcune cose più notabili della Francia, Fiandra, & Italia. Composto dal sig. conte M. Bisaccione, Venezia: Andrea Baba, 1633
- Continuatione del Commentario delle guerre successe in Alemagna, dalla dieta di Hailbruna, fatta di Marzo 1633. fino all'assedio di Costanza; et altre cose più notabili successe nella Francia, Spagna, Fiandra, Italia, & altri luoghi. Descritto dal sig. conte Maiolino Bisaccioni, Andrea Baba, 1634
- Seconda continuatione del Commentario delle guerre successe in Alemagna, e fatti più notabili dell'Europa dall'assedio di Costanza 1633. alla Dieta di Francoforte 1634. memorabile per la morte di Alberto di Valstain duca di Fridlandia, & altri accidenti. Scritta dal sig. conte Maiolino Bisaccioni, Venezia: Andrea Baba, 1634
- Terza continuatione del commentario della guerra successe in Alemagna, e' fatti più notabili dell'Europa dalla dieta di Francoforte 1634. per tutto il rimanente dell'anno. Memorabile per l'impresa di Ratisbona, giornata di Nordlinga, & altri notabili accidenti. Scritta dal sig. conte Maiolino Bisaccioni, Venezia: Andrea Baba, 1637
- Memorie historiche dalla mossa d'armi di Gustauo Adolfo re di Suetia in Germania l'anno 1630 scritte in cinque libri dal sig. conte Maiolino Bisaccioni; Agl'illustrissimi signori Matteo, e Giouanni Dandoli, nobili veneti, Venezia: Taddeo Pauoni herede del Sarzina, 1642
- Delle historie memorabili de suoi tempi. Scritte da Alessandro Ziliolo, 6 voll. Venezia: Turrini, 1642-1656
- Historia delle guerre ciuili de gli vltimi tempi. Descritta dal conte Maiolino Bisaccioni gentil'huomo ordinario della camera del Re christianissimo, & suo caualliere; All'altezza serenissima di Parma, Venezia: Francesco Storti, 1652[1]
- Le vite di cinque vltimi imperadori Turchi scritte dal conte Maiolino Bisaccioni, Genova: Benedetto Guasco, 1654
- Sensi ciuili del conte Maiolino Bisaccioni sopra il Perfetto capitano di H.D.R. e sopra la Tactica di Leone imperadore, Venezia: Taddeo Pauoni, 1642[2]
- Idea del perfetto capitano ouero discorsi historici, politici, e militari sopra il perfetto capitano di H.D.R. Aggiontoui le considerationi, e sensi ciuili sopra la tactica, ouero il modo di formar squadroni e battaglie di Leone Imperadore. Opera vtilissima a chi legge, gouerna, impera del marchese Maiolino Bisaccioni, Messina: Gio. Cauallo, 1660

### Romanzi
- Il Demetrio del conte Maiolino Bisaccioni; All'illustrissimo signor il signor Matteo Dandolo nobile veneto, Venezia: Sarzina, 1639; Il Demetrio moscouita historia tragica, Roma: Francesco Moneta, ad instanza di Filippo de' Rossi, 1643; Demetrio moscouita historia tragica del conte Maiolino Bisaccioni; in questa ultima impressione corretta, & accresciuta, et aggiuntavi la seconda parte, Venezia: appreso Michiel Viest, 1649[3]

### Racconti
- Cento nouelle amorose de i signori Accademici Incogniti. Diuise in trè parti. All'illustrissima, e virtuosissima Accademia de' signori Delfici di Venetia, Venezia: Guerigli, 1651
- L'albergo, fauole tratte dal vero del conte Maiolino Bisaccioni, 2 Voll; All'illustrissimo signore il signor Gio. Francesco Loredano, Venezia: Gio. Pietro Pinelli, 1637-1638[4]
- La nave overo Novelle amorose e politiche del conte Maiolino Bisaccioni, Venezia: Giovanni Vecellio e Marco Leni, 1643
- L'isola, ouero Successi fauolosi del conte Maiolino Bisaccioni, gentil'huomo della camera del re christianissimo, e suo caualiere, Venezia: Matteo Leni, 1648
- Il porto, nouelle piu vere, che finte, del marchese Maiolino Bisaccioni, Venezia: Eredi di Francesco Storti, 1664

### Libretti
- La Semiramide in India, Venezia: Francesco Miloco, 1648
- Il Cesare amante, dramma musicale in un Prologo e tre atti per Ardio Rivarota, Venezia: Giuliani, 1651[5]
- Veremonda l'amazzone di Aragona, per Francesco Cavalli, Venezia: Giuliani, 1652
- Orithia fauola scenica del conte Maiolino Bisaccioni; all'illust. signor Andrea Malipiero fù dell'illust. signor Tomà, Venezia: Milochi, 1650[6]

### Traduzioni
- Della Cassandra portata dal francese dal sig. co. Maiolino Bisaccion gentil'huomo ordinario della camera del rè christianissimo, e suo caualliere, 5 voll., Venezia: Mattio Garbiza, 1660[7]
Traduzione della Cassandra del francese Gautier de Costes de La Calprenede (1609-1663)
- Le descrittioni vniuersali et particolari del mondo, & delle republiche. Di Luca di Linda. Come più destintamente nella pagina seguente si può vedere. Tradotte, osseruate, & accresciute, dal marchese Maiolino Bisaccioni, Venezia: Combi & La Noù, 1660
Traduzione dell'opera in lingua latina del polacco Luca da Linda (1625-1660): Lucae de Linda Descriptio orbis & omnium ejus rerumpublicarum. In qua praecipua omnium regnorum & rerumpublicarum ordine & methodice pertractantur quorum seriem versa ostendit pagina, Lugduni Batauorum : apud Petrum Leffen, 1655